# Tuyến Gyeongbu
Tuyến Gyeongbu (Tiếng Hàn: 경부선, Hanja: 京釜線) là tuyến đường sắt trục chính của Tổng công ty Đường sắt Hàn Quốc kết nối ga Seoul ở Yongsan-gu, Seoul và ga Busan ở Dong-gu, Busan, Hàn Quốc. Số tuyến là 302.. Từ ga Seoul đến ga Cheonan, tuyến tàu điện ngầm vùng thủ đô số 1 chạy song song. Hướng di chuyển là bên trái ở các ga.

## Tổng quan
Tuyến Gyeongbu là tuyến trung tâm của đường sắt Hàn Quốc nối Seoul và Busan, hai thành phố lớn của Hàn Quốc và đi qua Daejeon và Daegu. Nó rất quan trọng vì nó được kết nối với Tuyến Janghang và Tuyến Honam và nó đã được công nhận về tầm quan trọng của nó kể từ thời thuộc địa Nhật Bản, và đường ray đã được hoàn thành vào năm 1944 trong chiến tranh. Hoạt động tốc độ cao đạt được do độ tuyến tính tốt so với các tuyến khác, nhưng một số đoạn có độ tuyến tính kém. Ở một số đoạn, đường đôi và đường ba cũng được thực hiện, nâng cao công suất của tuyến. Năm 1974, tàu điện ngầm Seoul - Suwon được khai trương và nó chạy trực tiếp từ ga Seoul trên tuyến tàu điện ngầm Seoul số 1 - Cheongnyangni. Năm 2004, KTX hoạt động trên tuyến Gyeongbu với vận tốc 300 km/h đã được khai trương. Năm 2005, khu vực hoạt động của tàu được mở rộng đến ga Cheonan, và vào ngày 15 tháng 12 năm 2008, tuyến được mở rộng sang tuyến Janghang. Các ga khởi hành của tàu khách ở Seoul được chia thành ga Seoul và ga Yongsan, nhưng tất cả các chuyến tàu chung trên Tuyến Gyeongbu đều khởi hành từ ga Seoul.

## Lịch sử

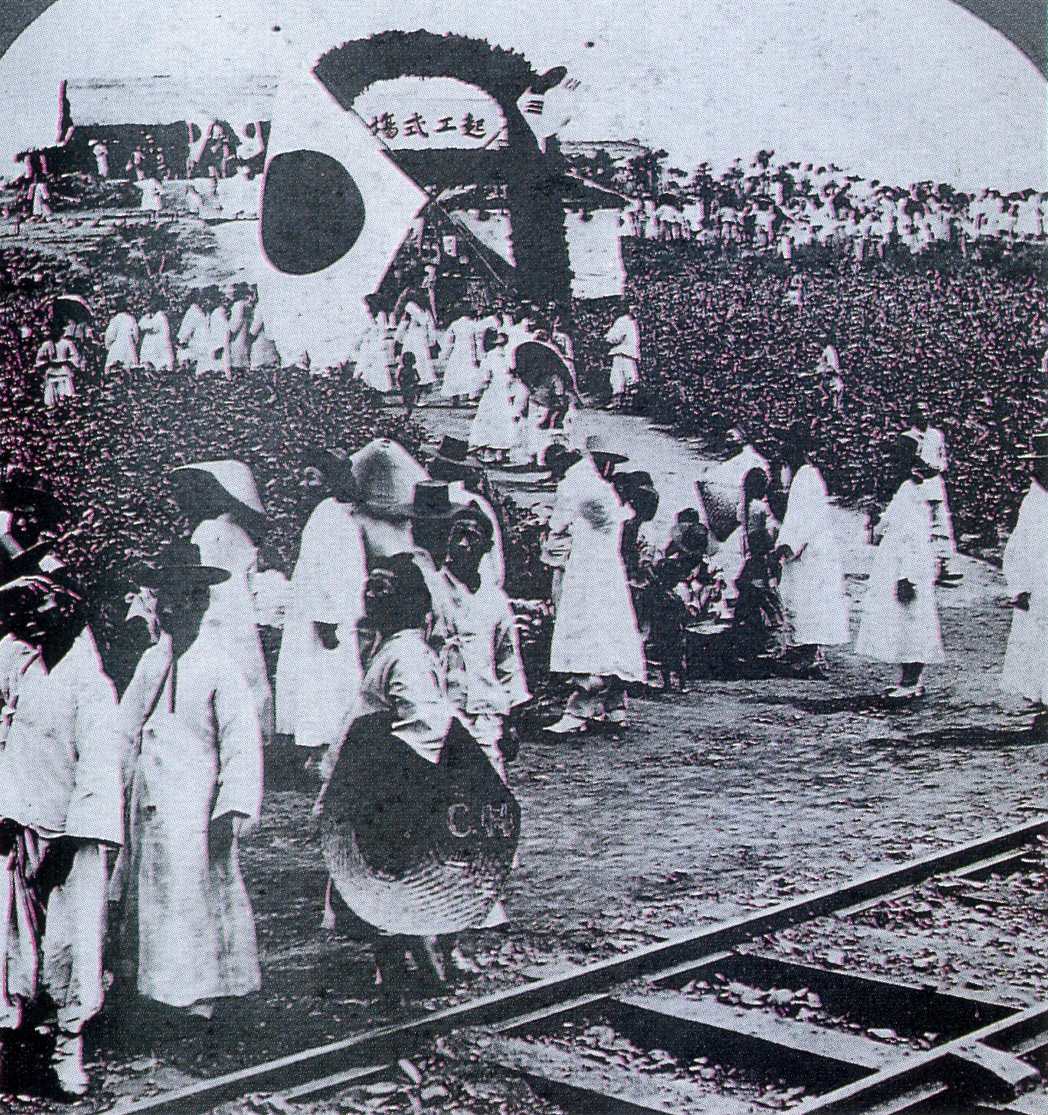
Lễ động thổ phần phía nam của tuyến Gyeongbu (21 tháng 9 năm 1901)

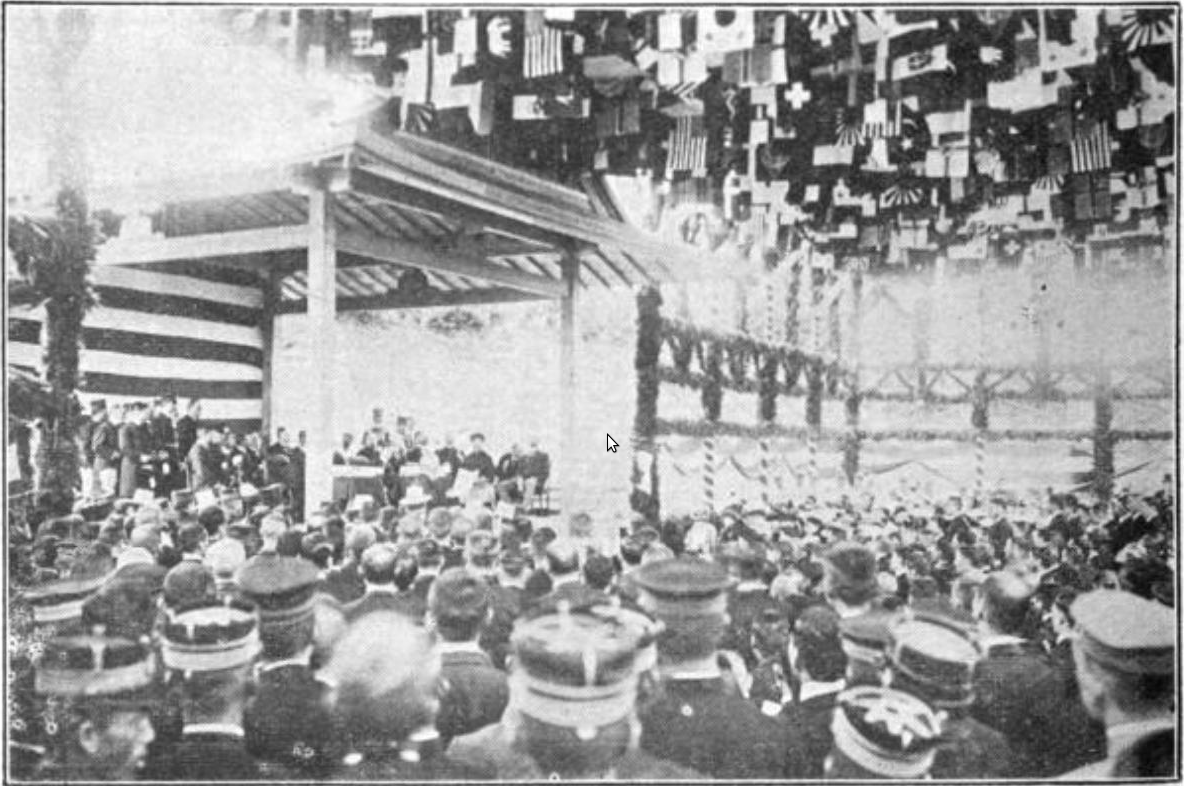
Khai trương (25 tháng 5 năm 1905)

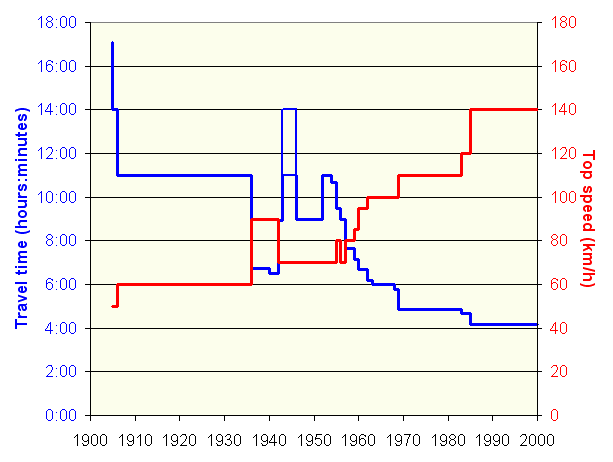
Sự phát triển của thời gian di chuyển ngắn nhất và tốc độ cao nhất giữa Seoul và Busan trên Tuyến Gyeongbu

Năm 1894–1895, Đế quốc Nhật Bản và nhà Thanh Trung Quốc chiến đấu trong Chiến tranh Trung-Nhật lần thứ nhất để tranh giành ảnh hưởng đối với Hàn Quốc. Sau chiến tranh, Nhật Bản cạnh tranh với việc mở rộng đường sắt của Đế quốc Nga ở Đông Bắc Á, khiến nước này tìm kiếm quyền từ Đế quốc Đại Hàn để xây dựng tuyến đường sắt từ Busan đến Keijō. Tuyến đường sắt này được Nhật Bản dự định nhằm củng cố các vị trí chiến lược chống lại Nga, nước mà sau này sẽ tham chiến. Việc khảo sát bắt đầu vào năm 1896, và bất chấp sự phản đối của người dân địa phương, Đế quốc Triều Tiên đã trao cho Nhật Bản quyền xây dựng phòng tuyến vào năm 1898. Việc xây dựng tuyến đường sắt bắt đầu vào ngày 20 tháng 8 năm 1901, với một buổi lễ tại Eitōho-ku, Keijō. Việc xây dựng do người Nhật Bản giám sát, với những người Triều Tiên địa phương bị bắt lao động cưỡng bức và được trả công bằng phiếu giảm giá.
Nhật Bản cũng tìm cách giành quyền kiểm soát dự án Đường sắt Keigi nhằm tiếp tục các tuyến đường xa hơn về phía bắc, công nhận tuyến đường trục chính là một phương tiện để giữ Hàn Quốc dưới ảnh hưởng của mình. Sau khi Chiến tranh Nga-Nhật bùng nổ, Nhật Bản phớt lờ tuyên bố trung lập của Hàn Quốc và vận chuyển quân đến Incheon. Nhật Bản cũng buộc chính phủ Hàn Quốc ký một thỏa thuận nhượng lại quyền kiểm soát tuyến đường sắt. Các căn cứ quân sự của Nhật Bản được thành lập liên quan đến đường sắt, căn cứ lớn nhất trong số đó nằm cạnh ga Ryūzan ở Keijō.
Tuyến Gyeongbu được khánh thành công khai vào ngày 1 tháng 1 năm 1905 với tên gọi Đường sắt Keibu (京 釜 鐵道, Keibu tetsudō). Các chuyến tàu đầu tiên đi trên tuyến này trong 17 giờ 4 phút. Đến tháng 4 năm 1906, thời gian di chuyển giảm xuống còn 11 giờ, trong khi tốc độ tối đa là 60 km/h (37 dặm/giờ). Tuyến đường này đã phát triển thành xương sống của giao thông vận tải ở Hàn Quốc dưới sự cai trị của Nhật Bản. Sau cuộc xâm lược Mãn Châu của Nhật Bản, từ ngày 1 tháng 4 năm 1933, tuyến đường này đã được các đoàn tàu chạy thẳng từ Busan đến Andong (ngày nay là Đan Đông) qua biên giới. Từ ngày 1 tháng 12 năm 1936, các đoàn tàu tốc hành hạng sang Akatsuki đã chạy trên tuyến với tốc độ tối đa 90 km/h (56 dặm/giờ), và đạt được thời gian di chuyển ngắn nhất trước chiến tranh là 6 giờ 30 phút trong thời gian biểu hợp lệ. từ ngày 1 tháng 11 năm 1940.
Thời gian di chuyển đã tăng lên rất nhiều trong khi đường dây này được sử dụng để vận chuyển trong Chiến tranh Thế giới Thứ hai. Sau Thế chiến thứ hai, tàu tốc hành Seoul-Busan được tái thành lập vào ngày 20 tháng 5 năm 1946, được đặt tên là Chosun Liberator. Trong Chiến tranh Triều Tiên, tuyến này đã vận chuyển quân đội và người tị nạn. Tuyến này vẫn là xương sống của giao thông vận tải ở Hàn Quốc sau chiến tranh, khi đầu máy diesel và lớp tàu Mugunghwa-ho xuyên quốc gia được đưa vào sử dụng. Sau cuộc đảo chính năm 1961, Hội đồng Tối cao Tái thiết Quốc gia bắt đầu kế hoạch 5 năm đầu tiên của Hàn Quốc, trong đó có chương trình xây dựng hoàn thiện mạng lưới đường sắt, nhằm thúc đẩy tăng trưởng kinh tế. Trên Tuyến Gyeongbu, nỗ lực này đã được quảng cáo với một lớp tàu tốc hành mới tên là Jaegeon-ho, (Tàu tái thiết) được giới thiệu vào ngày 15 tháng 5 năm 1962. Những chuyến tàu này đã giảm thời gian di chuyển xuống dưới mức di chuyển tốt nhất trước Thế chiến II lần đầu tiên, kết nối Seoul và Busan trong 6 giờ 10 phút với tốc độ tối đa 100 km/h (62 dặm/giờ).
Từ những năm 1960, việc xây dựng đường bộ bắt đầu làm cho giao thông đường bộ trở nên hấp dẫn hơn và nhanh hơn. Mặc dù tốc độ tối đa đã tăng lên 110 km/h (68 dặm/giờ) và thời gian di chuyển từ Seoul đến Busan dọc theo Tuyến Gyeongbu đã giảm xuống còn 4 giờ 50 phút vào ngày 10 tháng 6 năm 1969, trên Đường cao tốc Gyeongbu song song, hoàn thành vào năm 1970, thời gian di chuyển chỉ từ 4 giờ đến 4 giờ 30 phút. Đường sắt Quốc gia Hàn Quốc đã phản ứng bằng cách giới thiệu loại tàu tốc hành trên cao thoải mái loại Saemaul-ho vào ngày 15 tháng 8 năm 1974. với việc giới thiệu các đầu máy diesel tinh gọn mới và sau đó là nhiều tàu nhiều toa chạy bằng diesel trong tuyến Saemaul-ho, tốc độ tối đa được nâng lên 140 km/h (87 dặm/giờ) và thời gian di chuyển giảm xuống còn 4 giờ 10 phút với lịch trình có hiệu lực từ ngày 16 tháng 11 năm 1985.

## Bản đồ tuyến
|  |  |  |  |  |

|  |  |  |  |  |

|  |  |  |  |  |

|  |  |  |  |  |

|  |  |  |  |  |

|  |  |  |  |  |

|  |  |  |  |  |

|  |  |  |  |  |

|  |  |  |  |  |

|  |  |  |  |  |

|  |  |  |  |  |

|  |  |  |  |  |

|  |  |  |  |  |

|  |  |  |  |  |

|  |  |  |  |  |

|  |  |  |  |  |

|  |  |  |  |  |

|  |  |  |  |  |

|  |  |  |  |  |

|  |  |  |  |  |

|  |  |  |  |  |

|  |  |  |  |  |

|  |  |  |  |  |

|  |  |  |  |  |

|  |  |  |  |  |

|  |  |  |  |  |

|  |  |  |  |  |

|  |  |  |  |  |

|  |  |  |  |  |

|  |  |  |  |  |

|  |  |  |  |  |

|  |  |  |  |  |

|  |  |  |  |  |

|  |  |  |  |  |

|  |  |  |  |  |

|  |  |  |  |  |

|  |  |  |  |  |

|  |  |  |  |  |

|  |  |  |  |  |

|  |  |  |  |  |

|  |  |  |  |  |

|  |  |  |  |  |

|  |  |  |  |  |

|  |  |  |  |  |

|  |  |  |  |  |

|  |  |  |  |  |

|  |  |  |  |  |

|  |  |  |  |  |

|  |  |  |  |  |

|  |  |  |  |  |

|  |  |  |  |  |

|  |  |  |  |  |

|  |  |  |  |  |

|  |  |  |  |  |

|  |  |  |  |  |

|  |  |  |  |  |

|  |  |  |  |  |

|  |  |  |  |  |

|  |  |  |  |  |

|  |  |  |  |  |

|  |  |  |  |  |

|  |  |  |  |  |

|  |  |  |  |  |

|  |  |  |  |  |

|  |  |  |  |  |

|  |  |  |  |  |

|  |  |  |  |  |

|  |  |  |  |  |

|  |  |  |  |  |

|  |  |  |  |  |

|  |  |  |  |  |

|  |

|  |

| Chungcheongnam-do Cheonan-si |
| Sejong                       |

|  |  |  |  |  |

|  |  |  |  |  |

|  |  |  |  |  |

|  |  |  |  |  |

|  |  |  |  |  |

|  |  |  |  |  |

|  |  |  |  |  |

|  |  |  |  |  |

|  |  |  |  |  |

|  |  |  |  |  |

|  |  |  |  |  |

|  |  |  |  |  |

|  |  |  |  |  |

|  |  |  |  |  |

|  |  |  |  |  |

|  |  |  |  |  |

|  |  |  |  |  |

|  |  |  |  |  |

|  |  |  |  |  |

|  |  |  |  |  |

|  |  |  |  |  |

|  |  |  |  |  |

|  |  |  |  |  |

|  |  |  |  |  |

| Sejong                        |
| Chungcheongbuk-do Cheongju-si |

|  |  |  |  |  |

|  |  |  |  |  |

| Chungcheongbuk-do Cheongju-si |
| Daejeon                       |

|  |  |  |  |  |

|  |  |  |  |  |

|  |  |  |  |  |

|  |  |  |  |  |

|  |  |  |  |  |

|  |  |  |  |  |

|  |  |  |  |  |

|  |  |  |  |  |

|  |  |  |  |  |

|  |  |  |  |  |

|  |  |  |  |  |

|  |  |  |  |  |

|  |  |  |

|  |  |  |  |  |

|  |  |  |  |  |

|  |  |  |

|  |

|  |  |  |  |  |

|  |  |  |  |  |

|  |  |  |  |  |

|  |  |  |  |  |

|  |  |  |  |  |

|  |  |  |  |  |

|  |  |  |  |  |

|  |  |  |  |  |

|  |  |  |  |  |

|  |  |  |  |  |

|  |  |  |  |  |

|  |  |  |  |  |

| Daejeon                       |
| Chungcheongbuk-do Okcheon-gun |

|  |  |  |  |  |

|  |  |  |  |  |

|  |  |  |  |  |

|  |  |  |  |  |

|  |  |  |  |  |

|  |  |  |  |  |

|  |  |  |  |  |

|  |

|  |  |  |

|  |  |  |

|  |  |  |

|  |  |  |

|  |  |  |  |  |

|  |  |  |  |  |

|  |  |  |  |  |

|  |  |  |  |  |

|  |  |  |  |  |

| Chungcheongbuk-do Okcheon-gun   |
| Chungcheongbuk-do Yeongdong-gun |

|  |  |  |  |  |

|  |  |  |  |  |

|  |  |  |  |  |

|  |  |  |  |  |

|  |  |  |  |  |

|  |  |  |  |  |

|  |  |  |

|  |  |  |

|  |  |  |  |  |

|  |

|  |  |  |  |  |

|  |  |  |

|  |  |  |

|  |  |  |

|  |  |  |

|  |  |  |  |  |

|  |  |  |  |  |

|  |  |  |  |  |

|  |  |  |  |  |

|  |  |  |  |  |

|  |  |  |  |  |

|  |  |  |  |  |

|  |  |  |  |  |

|  |  |  |  |  |

|  |  |  |  |  |

|  |  |  |  |  |

|  |  |  |

|  |  |  |  |  |

|  |  |  |

| Gyeongsangbuk-do Gimcheon-si |
| Gyeongsangbuk-do Gumi-si     |

|  |  |  |

|  |  |  |

|  |  |  |

|  |  |  |

|  |

| Gyeongsangbuk-do Gumi-si     |
| Gyeongsangbuk-do Chilgok-gun |

|  |

|  |  |  |

|  |  |  |

|  |  |  |

|  |  |  |

|  |  |  |

|  |  |  |

|  |  |  |

|  |  |  |

|  |  |  |  |  |

|  |  |  |

|  |  |  |

|  |  |  |

|  |  |  |  |  |

|  |  |  |  |  |

|  |  |  |  |  |

| Gyeongsangbuk-do Chilgok-gun |
| Daegu                        |

|  |  |  |  |  |

|  |  |  |

|  |  |  |

|  |  |  |

|  |  |  |

|  |  |  |

|  |  |  |  |  |

|  |  |  |

|  |  |  |

|  |  |  |

|  |  |  |

|  |  |  |

|  |

| Daegu                         |
| Gyeongsangbuk-do Gyeongsan-si |

|  |

|  |

|  |

|  |

|  |  |  |

|  |  |  |

|  |  |  |

|  |  |  |

|  |  |  |

| Gyeongsangbuk-do Gyeongsan-si |
| Gyeongsangbuk-do Cheongdo-gun |

|  |  |  |

|  |

|  |  |  |

|  |

|  |

|  |  |  |

|  |  |  |

|  |  |  |

| Gyeongsangbuk-do Cheongdo-gun |
| Gyeongsangnam-do Miryang-si   |

|  |  |  |

|  |  |  |

|  |  |  |

|  |  |  |

|  |  |  |

|  |  |  |

|  |  |  |

|  |  |  |

|  |  |  |

|  |  |  |  |  |

|  |  |  |  |  |

|  |  |  |  |  |

|  |  |  |  |  |

|  |  |  |

| Gyeongsangnam-do Miryang-si |
| Gyeongsangnam-do Yangsan-si |

|  |  |  |

|  |  |  |

|  |  |  |

|  |  |  |  |  |

|  |  |  |

|  |  |  |

|  |  |  |

| Gyeongsangnam-do Yangsan-si |
| Busan                       |

|  |  |  |  |  |

|  |  |  |

|  |  |  |

|  |  |  |

|  |  |  |

|  |  |  |

|  |

|  |  |  |  |  |

|  |  |  |  |  |

|  |  |  |  |  |

|  |  |  |  |  |

|  |  |  |

|  |  |  |

|  |  |  |

|  |  |  |

|  |  |  |

|  |  |  |

|  |  |  |

|  |  |  |  |  |

|  |  |  |  |  |

|  |  |  |  |  |

|  |  |  |  |  |

|  |  |  |  |  |

|  |  |  |  |  |

|  |  |  |  |  |

|  |  |  |  |  |

|  |  |  |  |  |

|  |  |  |  |  |

|  |  |  |  |  |

|  |  |  |  |  |

|  |  |  |  |  |

|  |  |  |  |  |

|  |  |  |  |  |

|  |  |  |  |  |

|  |  |  |  |  |

|  |  |  |  |  |

|  |  |  |  |  |

|  |  |  |  |  |

|  |  |  |  |  |

|  |  |  |  |  |

|  |  |  |  |  |

|  |  |  |  |  |

|  |  |  |  |  |

|  |  |  |  |  |

|  |  |  |  |  |

|  |  |  |  |  |

|  |  |  |  |  |

|  |  |  |  |  |

|  |  |  |  |  |

|  |  |  |  |  |

|  |  |  |  |  |

|  |  |  |  |  |

|  |  |  |  |  |

|  |  |  |  |  |

|  |  |  |  |  |

|  |  |  |  |  |

|  |  |  |  |  |

|  |  |  |  |  |

|  |  |  |  |  |

|  |  |  |  |  |

|  |  |  |  |  |

|  |  |  |  |  |

|  |  |  |  |  |

|  |  |  |  |  |

|  |  |  |  |  |

|  |  |  |  |  |

|  |  |  |  |  |

|  |  |  |  |  |

|  |  |  |  |  |

|  |  |  |  |  |

|  |  |  |  |  |

|  |  |  |  |  |

|  |  |  |  |  |

|  |  |  |  |  |

|  |  |  |  |  |

|  |  |  |  |  |

|  |  |  |  |  |

|  |  |  |  |  |

|  |  |  |  |  |

|  |  |  |  |  |

|  |  |  |  |  |

|  |  |  |  |  |

|  |  |  |  |  |

|  |  |  |  |  |

|  |  |  |  |  |

|  |  |  |  |  |

|  |  |  |  |  |

|  |  |  |  |  |

|  |  |  |  |  |

|  |

|  |

| Chungcheongnam-do Cheonan-si |
| Sejong                       |

|  |  |  |  |  |

|  |  |  |  |  |

|  |  |  |  |  |

|  |  |  |  |  |

|  |  |  |  |  |

|  |  |  |  |  |

|  |  |  |  |  |

|  |  |  |  |  |

|  |  |  |  |  |

|  |  |  |  |  |

|  |  |  |  |  |

|  |  |  |  |  |

|  |  |  |  |  |

|  |  |  |  |  |

|  |  |  |  |  |

|  |  |  |  |  |

|  |  |  |  |  |

|  |  |  |  |  |

|  |  |  |  |  |

|  |  |  |  |  |

|  |  |  |  |  |

|  |  |  |  |  |

|  |  |  |  |  |

|  |  |  |  |  |

| Sejong                        |
| Chungcheongbuk-do Cheongju-si |

|  |  |  |  |  |

|  |  |  |  |  |

| Chungcheongbuk-do Cheongju-si |
| Daejeon                       |

|  |  |  |  |  |

|  |  |  |  |  |

|  |  |  |  |  |

|  |  |  |  |  |

|  |  |  |  |  |

|  |  |  |  |  |

|  |  |  |  |  |

|  |  |  |  |  |

|  |  |  |  |  |

|  |  |  |  |  |

|  |  |  |  |  |

|  |  |  |  |  |

|  |  |  |

|  |  |  |  |  |

|  |  |  |  |  |

|  |  |  |

|  |

|  |  |  |  |  |

|  |  |  |  |  |

|  |  |  |  |  |

|  |  |  |  |  |

|  |  |  |  |  |

|  |  |  |  |  |

|  |  |  |  |  |

|  |  |  |  |  |

|  |  |  |  |  |

|  |  |  |  |  |

|  |  |  |  |  |

|  |  |  |  |  |

| Daejeon                       |
| Chungcheongbuk-do Okcheon-gun |

|  |  |  |  |  |

|  |  |  |  |  |

|  |  |  |  |  |

|  |  |  |  |  |

|  |  |  |  |  |

|  |  |  |  |  |

|  |  |  |  |  |

|  |

|  |  |  |

|  |  |  |

|  |  |  |

|  |  |  |

|  |  |  |  |  |

|  |  |  |  |  |

|  |  |  |  |  |

|  |  |  |  |  |

|  |  |  |  |  |

| Chungcheongbuk-do Okcheon-gun   |
| Chungcheongbuk-do Yeongdong-gun |

|  |  |  |  |  |

|  |  |  |  |  |

|  |  |  |  |  |

|  |  |  |  |  |

|  |  |  |  |  |

|  |  |  |  |  |

|  |  |  |

|  |  |  |

|  |  |  |  |  |

|  |

|  |  |  |  |  |

|  |  |  |

|  |  |  |

|  |  |  |

|  |  |  |

|  |  |  |  |  |

|  |  |  |  |  |

|  |  |  |  |  |

|  |  |  |  |  |

|  |  |  |  |  |

|  |  |  |  |  |

|  |  |  |  |  |

|  |  |  |  |  |

|  |  |  |  |  |

|  |  |  |  |  |

|  |  |  |  |  |

|  |  |  |

|  |  |  |  |  |

|  |  |  |

| Gyeongsangbuk-do Gimcheon-si |
| Gyeongsangbuk-do Gumi-si     |

|  |  |  |

|  |  |  |

|  |  |  |

|  |  |  |

|  |

| Gyeongsangbuk-do Gumi-si     |
| Gyeongsangbuk-do Chilgok-gun |

|  |

|  |  |  |

|  |  |  |

|  |  |  |

|  |  |  |

|  |  |  |

|  |  |  |

|  |  |  |

|  |  |  |

|  |  |  |  |  |

|  |  |  |

|  |  |  |

|  |  |  |

|  |  |  |  |  |

|  |  |  |  |  |

|  |  |  |  |  |

| Gyeongsangbuk-do Chilgok-gun |
| Daegu                        |

|  |  |  |  |  |

|  |  |  |

|  |  |  |

|  |  |  |

|  |  |  |

|  |  |  |

|  |  |  |  |  |

|  |  |  |

|  |  |  |

|  |  |  |

|  |  |  |

|  |  |  |

|  |

| Daegu                         |
| Gyeongsangbuk-do Gyeongsan-si |

|  |

|  |

|  |

|  |

|  |  |  |

|  |  |  |

|  |  |  |

|  |  |  |

|  |  |  |

| Gyeongsangbuk-do Gyeongsan-si |
| Gyeongsangbuk-do Cheongdo-gun |

|  |  |  |

|  |

|  |  |  |

|  |

|  |

|  |  |  |

|  |  |  |

|  |  |  |

| Gyeongsangbuk-do Cheongdo-gun |
| Gyeongsangnam-do Miryang-si   |

|  |  |  |

|  |  |  |

|  |  |  |

|  |  |  |

|  |  |  |

|  |  |  |

|  |  |  |

|  |  |  |

|  |  |  |

|  |  |  |  |  |

|  |  |  |  |  |

|  |  |  |  |  |

|  |  |  |  |  |

|  |  |  |

| Gyeongsangnam-do Miryang-si |
| Gyeongsangnam-do Yangsan-si |

|  |  |  |

|  |  |  |

|  |  |  |

|  |  |  |  |  |

|  |  |  |

|  |  |  |

|  |  |  |

| Gyeongsangnam-do Yangsan-si |
| Busan                       |

|  |  |  |  |  |

|  |  |  |

|  |  |  |

|  |  |  |

|  |  |  |

|  |  |  |

|  |

|  |  |  |  |  |

|  |  |  |  |  |

|  |  |  |  |  |

|  |  |  |  |  |

|  |  |  |

|  |  |  |

|  |  |  |

|  |  |  |

|  |  |  |

|  |  |  |

|  |  |  |

## Ga

### Seoul-Cheonan
- Tàu điện ngầm vùng thủ đô Seoul tuyến số 1 dừng ở tất cả các ga phía nam ga Seoul và phía bắc ga Cheonan, vì vậy nó bị bỏ qua.
- K: KTX
- S: ITX-Saemaeul
- I: ITX-Maum
- M: Mugunghwa-ho
- ●: Tất cả các chuyến tàu dừng, ◎: Tất cả các chuyến tàu đầu tiên và cuối cùng dừng lại / Các chuyến tàu khác dừng lại, ▲: Một số chuyến tàu dừng, ｜: Không dừng.

| Số ga | Tên ga                     | Tên ga                 | Tên ga           | K                              | K  | S  | M  | I  | Chuyển tuyến                                     | Khoảng cách | Tổng khoảng cách | Vị trí            | Vị trí          |
| Số ga | Tiếng Anh                  | Hangul                 | Hanja            | K                              | K  | S  | M  | I  | Chuyển tuyến                                     | Khoảng cách | Tổng khoảng cách | Vị trí            | Vị trí          |
| ----- | -------------------------- | ---------------------- | ---------------- | ------------------------------ | -- | -- | -- | -- | ------------------------------------------------ | ----------- | ---------------- | ----------------- | --------------- |
| 133   | Seoul                      | 서울                   |                  | ◎                              | ◎  | ◎  | ◎  | ◎  | Tuyến Gyeongui (133) (426) (P131) (A01)          | 0.0         | 0.0              | Seoul             | Jung-gu         |
|       |                            | Lối vào tàu điện ngầm  |                  | ｜                             | ｜ | ｜ | ｜ | ｜ | Kết nối với Tàu điện ngầm Seoul tuyến 1          | 0.0         | 0.0              | Seoul             | Yongsan-gu      |
| 134   | Namyeong                   | 남영                   | 南營             | ｜                             | ｜ | ｜ | ｜ | ｜ |                                                  | 1.7         | 1.7              | Seoul             | Yongsan-gu      |
| 135   | Yongsan                    | 용산                   | 龍山             | ◎                              | ◎  | ◎  | ◎  | ◎  | Tuyến Yongsan Tuyến Gyeongwon (135) (K110)       | 1.5         | 3.2              | Seoul             | Yongsan-gu      |
|       | -                          | Tam giác (Tuyến nhánh) | -                | ｜                             | ｜ | ｜ | ｜ | ｜ | Tam giác Yongsan                                 | 0.8         | 4.0              | Seoul             | Yongsan-gu      |
| 136   | Noryangjin                 | 노량진                 | 鷺梁津           | ｜                             | ｜ | ｜ | ｜ | ｜ | (917)                                            | 1.8         | 5.8              | Seoul             | Dongjak-gu      |
| 137   | Daebang                    | 대방                   | 大方             | ｜                             | ｜ | ｜ | ｜ | ｜ | (S402)                                           | 1.5         | 7.3              | Seoul             | Yeongdeungpo-gu |
| 138   | Singil                     | 신길                   | 新吉             | ｜                             | ｜ | ｜ | ｜ | ｜ | (525)                                            | 0.8         | 8.1              | Seoul             | Yeongdeungpo-gu |
| 139   | Yeongdeungpo               | 영등포                 | 永登浦           | ▲                              | ▲  | ●  | ●  | ●  |                                                  | 1.0         | 9.1              | Seoul             | Yeongdeungpo-gu |
| 140   | Sindorim                   | 신도림                 | 新道林           | ｜                             | ｜ | ｜ | ｜ | ｜ | (234) (Tuyến chính) (234) (Tuyến nhánh Sinjeong) | 1.5         | 10.6             | Seoul             | Guro-gu         |
| 141   | Guro                       | 구로                   | 九老             | ｜                             | ｜ | ｜ | ｜ | ｜ | Tuyến Gyeongin Deopot Guro                       | 1.1         | 11.7             | Seoul             | Guro-gu         |
|       | -                          | Tam giác (Tuyến nhánh) | -                | ｜                             | ｜ | ｜ | ｜ | ｜ | Tam giác Guro                                    | 1.3         | 13.0             | Seoul             | Guro-gu         |
| P142  | Phức hợp kỹ thuật số Gasan | 가산디지털단지         | 加山디지털團地驛 | ｜                             | ｜ | ｜ | ｜ | ｜ | (746)                                            | 1.1         | 14.1             | Seoul             | Geumcheon-gu    |
| P143  | Doksan                     | 독산                   | 禿山             | ｜                             | ｜ | ｜ | ｜ | ｜ |                                                  | 2.0         | 16.1             | Seoul             | Geumcheon-gu    |
| P144  | Văn phòng Geumcheon-gu     | 금천구청               | 衿川區廳         | ｜                             | ｜ | ｜ | ｜ | ｜ | Đường sắt cao tốc Gyeongbu (P144)                | 1.2         | 17.3             | Seoul             | Geumcheon-gu    |
|       | -                          | Đấu nối (Nhánh)        | -                | Qua Đường sắt cao tốc Gyeongbu | ｜ | ｜ | ｜ | ｜ | Đường kết nối Siheung                            | 0.4         | 17.7             | Seoul             | Geumcheon-gu    |
| P145  | Seoksu                     | 석수                   | 石水             | Qua Đường sắt cao tốc Gyeongbu | ｜ | ｜ | ｜ | ｜ |                                                  | 1.9         | 19.6             | Gyeonggi-do       | Anyang-si       |
| P146  | Gwanak                     | 관악                   | 冠岳             | Qua Đường sắt cao tốc Gyeongbu | ｜ | ｜ | ｜ | ｜ |                                                  | 1.9         | 21.5             | Gyeonggi-do       | Anyang-si       |
| P147  | Anyang                     | 안양                   | 安養             | Qua Đường sắt cao tốc Gyeongbu | ｜ | ｜ | ▲  | ｜ |                                                  | 2.4         | 23.9             | Gyeonggi-do       | Anyang-si       |
| P148  | Myeonghak                  | 명학                   | 鳴鶴             | Qua Đường sắt cao tốc Gyeongbu | ｜ | ｜ | ｜ | ｜ |                                                  | 2.2         | 26.1             | Gyeonggi-do       | Anyang-si       |
| P149  | Geumjeong                  | 금정                   | 衿井             | Qua Đường sắt cao tốc Gyeongbu | ｜ | ｜ | ｜ | ｜ | Tuyến Ansan Tuyến Gwacheon (443)                 | 1.4         | 27.5             | Gyeonggi-do       | Gunpo-si        |
| P150  | Gunpo                      | 군포                   | 軍浦             | Qua Đường sắt cao tốc Gyeongbu | ｜ | ｜ | ｜ | ｜ |                                                  | 2.2         | 29.7             | Gyeonggi-do       | Gunpo-si        |
| P151  | Dangjeong                  | 당정                   | 堂井             | Qua Đường sắt cao tốc Gyeongbu | ｜ | ｜ | ｜ | ｜ |                                                  | 1.6         | 31.3             | Gyeonggi-do       | Gunpo-si        |
| P152  | Uiwang                     | 의왕                   | 義王             | Qua Đường sắt cao tốc Gyeongbu | ｜ | ｜ | ｜ | ｜ | Tuyến cơ sở vận chuyển hàng hóa phía Nam         | 2.6         | 33.9             | Gyeonggi-do       | Uiwang-si       |
| P153  | Đại học Sungkyunkwan       | 성균관대               | 成均館大         | Qua Đường sắt cao tốc Gyeongbu | ｜ | ｜ | ｜ | ｜ |                                                  | 2.9         | 36.8             | Gyeonggi-do       | Suwon-si        |
| P154  | Hwaseo                     | 화서                   | 華西             | Qua Đường sắt cao tốc Gyeongbu | ｜ | ｜ | ｜ | ｜ |                                                  | 2.6         | 39.4             | Gyeonggi-do       | Suwon-si        |
| P155  | Suwon                      | 수원                   | 水原             | Qua Đường sắt cao tốc Gyeongbu | ●  | ●  | ●  | ●  | (K245)                                           | 2.1         | 41.5             | Gyeonggi-do       | Suwon-si        |
| P156  | Seryu                      | 세류                   | 細柳             | Qua Đường sắt cao tốc Gyeongbu | ｜ | ｜ | ｜ | ｜ |                                                  | 2.9         | 44.4             | Gyeonggi-do       | Suwon-si        |
| P157  | Byeongjeom                 | 병점                   | 餠店             | Qua Đường sắt cao tốc Gyeongbu | ｜ | ｜ | ｜ | ｜ | Tuyến Depot Byeongjeom (P157)                    | 4.3         | 48.7             | Gyeonggi-do       | Hwaseong-si     |
| P158  | Sema                       | 세마                   | 洗馬             | Qua Đường sắt cao tốc Gyeongbu | ｜ | ｜ | ｜ | ｜ |                                                  | 2.4         | 51.1             | Gyeonggi-do       | Osan-si         |
| P159  | Cao đẳng Osan              | 오산대                 | 烏山大           | Qua Đường sắt cao tốc Gyeongbu | ｜ | ｜ | ｜ | ｜ |                                                  | 2.7         | 53.8             | Gyeonggi-do       | Osan-si         |
| P160  | Osan                       | 오산                   | 烏山             | Qua Đường sắt cao tốc Gyeongbu | ｜ | ｜ | ▲  | ｜ |                                                  | 2.7         | 56.5             | Gyeonggi-do       | Osan-si         |
| P161  | Jinwi                      | 진위                   | 振威             | Qua Đường sắt cao tốc Gyeongbu | ｜ | ｜ | ｜ | ｜ |                                                  | 4.0         | 60.5             | Gyeonggi-do       | Pyeongtaek-si   |
| P162  | Songtan                    | 송탄                   | 松炭             | Qua Đường sắt cao tốc Gyeongbu | ｜ | ｜ | ｜ | ｜ |                                                  | 3.8         | 64.3             | Gyeonggi-do       | Pyeongtaek-si   |
| P163  | Seojeongni                 | 서정리                 | 西井里           | Qua Đường sắt cao tốc Gyeongbu | ｜ | ｜ | ▲  | ｜ |                                                  | 2.2         | 66.5             | Gyeonggi-do       | Pyeongtaek-si   |
| P164  | PyeontaekJije              | 평택지제               | 平澤芝制         | Qua Đường sắt cao tốc Gyeongbu | ｜ | ｜ | ｜ | ｜ | Đường sắt cao tốc Suseo–Pyeongtaek               | 4.8         | 71.3             | Gyeonggi-do       | Pyeongtaek-si   |
| P165  | Pyeongtaek                 | 평택                   | 平澤             | Qua Đường sắt cao tốc Gyeongbu | ｜ | ▲  | ●  | ▲  | Tuyến Pyeongtaek                                 | 3.7         | 75.0             | Gyeonggi-do       | Pyeongtaek-si   |
| P166  | Seonghwan                  | 성환                   | 成歡             | Qua Đường sắt cao tốc Gyeongbu | ｜ | ｜ | ▲  | ｜ |                                                  | 9.4         | 84.4             | Chungcheongnam-do | Cheonan-si      |
| P167  | Jiksan                     | 직산                   | 稷山             | Qua Đường sắt cao tốc Gyeongbu | ｜ | ｜ | ｜ | ｜ |                                                  | 5.4         | 89.8             | Chungcheongnam-do | Cheonan-si      |
| P168  | Dujeong                    | 두정                   | 斗井             | Qua Đường sắt cao tốc Gyeongbu | ｜ | ｜ | ｜ | ｜ | Tuyến kết nối trục tiếp Cheonan                  | 3.8         | 93.6             | Chungcheongnam-do | Cheonan-si      |

### Cheonan-Busan
- K: KTX
- S: ITX-Saemaeul
- I: ITX-Maum
- M: Mugunghwa-ho
- ●: Tất cả các chuyến tàu dừng, ■: Tất cả các chuyến tàu đi qua Tuyến Gyeongbu (Gupo) hiện tại đều dừng (KTX) / Trên KTX của Tuyến Gyeongjeon chỉ một số chuyến tàu dừng, Một số chuyến tàu dừng, ｜: Không dừng.

| Tên ga            | Tên ga          | Tên ga     | K                              | K                              | S  | M  | I  | Chuyển tuyến                                                                                  | Khoảng cách | Tổng khoảng cách | Vị trí            | Vị trí        |
| Tiếng Anh         | Hangul          | Hanja      | K                              | K                              | S  | M  | I  | Chuyển tuyến                                                                                  | Khoảng cách | Tổng khoảng cách | Vị trí            | Vị trí        |
| ----------------- | --------------- | ---------- | ------------------------------ | ------------------------------ | -- | -- | -- | --------------------------------------------------------------------------------------------- | ----------- | ---------------- | ----------------- | ------------- |
| Cheonan           | 천안            | 天安       | Qua Đường sắt cao tốc Gyeongbu | ｜                             | ●  | ●  | ●  | Tuyến Janghang (P169)                                                                         | 3.0         | 96.6             | Chungcheongnam-do | Cheonan-si    |
| Sojeong-ri        | 소정리          | 小井里     | Qua Đường sắt cao tốc Gyeongbu | ｜                             | ｜ | ｜ | ｜ |                                                                                               | 10.8        | 107.4            | Sejong            | Sejong        |
| Jeonui            | 전의            | 全義       | Qua Đường sắt cao tốc Gyeongbu | ｜                             | ｜ | ▲  | ｜ |                                                                                               | 7.5         | 114.9            | Sejong            | Sejong        |
| Jeondong          | 전동            | 全東       | Qua Đường sắt cao tốc Gyeongbu | ｜                             | ｜ | ｜ | ｜ |                                                                                               | 7.7         | 122.6            | Sejong            | Sejong        |
| Seochang          | 서창            | 瑞倉       | Qua Đường sắt cao tốc Gyeongbu | ｜                             | ｜ | ｜ | ｜ | Tuyến Osong                                                                                   | 3.5         | 126.1            | Sejong            | Sejong        |
| Jochiwon          | 조치원          | 鳥致院     | Qua Đường sắt cao tốc Gyeongbu | ｜                             | ▲  | ●  | ▲  | Tuyến Chungbuk                                                                                | 3.2         | 129.3            | Sejong            | Sejong        |
| Naepan            | 내판            | 內板       | Qua Đường sắt cao tốc Gyeongbu | ｜                             | ｜ | ｜ | ｜ |                                                                                               | 5.6         | 134.9            | Sejong            | Sejong        |
| Bugang            | 부강            | 芙江       | Qua Đường sắt cao tốc Gyeongbu | ｜                             | ｜ | ▲  | ｜ | Tuyến chở hàng Bugang                                                                         | 4.9         | 139.8            | Sejong            | Sejong        |
| Maepo             | 매포            | 梅浦       | Qua Đường sắt cao tốc Gyeongbu | ｜                             | ｜ | ｜ | ｜ |                                                                                               | 4.6         | 144.4            | Sejong            | Sejong        |
| Sintanjin         | 신탄진          | 新灘津     | Qua Đường sắt cao tốc Gyeongbu | ｜                             | ｜ | ▲  | ｜ |                                                                                               | 7.5         | 151.9            | Daejeon           | Daedeok-gu    |
| Hoedeok           | 회덕            | 懷德       | Qua Đường sắt cao tốc Gyeongbu | ｜                             | ｜ | ｜ | ｜ |                                                                                               | 5.6         | 157.5            | Daejeon           | Daedeok-gu    |
| Daejeon jochajang | 대전조차장      | 大田操車場 | Qua Đường sắt cao tốc Gyeongbu | ｜                             | ｜ | ｜ | ｜ | Tuyến Honam                                                                                   | 4.1         | 161.6            | Daejeon           | Daedeok-gu    |
| -                 | Đấu nối (Nhánh) | -          | Qua Đường sắt cao tốc Gyeongbu | ｜                             | ｜ | ｜ | ｜ | Đường sắt cao tốc Gyeongbu                                                                    | 2.6         | 164.2            | Daejeon           | Daedeok-gu    |
| Daejeon           | 대전            | 大田       | ●                              | ●                              | ●  | ●  | ●  | Tuyến Daejeon ● Tàu điện ngầm Daejeon tuyến 1 (Ga Daejeon)                                    | 2.1         | 166.3            | Daejeon           | Dong-gu       |
| -                 | Đấu nối (Nhánh) | -          | Qua Đường sắt cao tốc Gyeongbu | Qua Đường sắt cao tốc Gyeongbu | ｜ | ｜ | ｜ | Đường sắt cao tốc Gyeongbu                                                                    | 0.4         | 182.9            | Daejeon           | Dong-gu       |
| Secheon           | 세천            | 細川       | Qua Đường sắt cao tốc Gyeongbu | Qua Đường sắt cao tốc Gyeongbu | ｜ | ｜ | ｜ |                                                                                               | 7.3         | 173.6            | Daejeon           | Dong-gu       |
| Okcheon           | 옥천            | 沃川       | Qua Đường sắt cao tốc Gyeongbu | Qua Đường sắt cao tốc Gyeongbu | ｜ | ▲  | ｜ |                                                                                               | 8.9         | 182.5            | Chungcheongbuk-do | Okcheon-gun   |
| Iwon              | 이원            | 伊院       | Qua Đường sắt cao tốc Gyeongbu | Qua Đường sắt cao tốc Gyeongbu | ｜ | ▲  | ｜ |                                                                                               | 7.9         | 190.8            | Chungcheongbuk-do | Okcheon-gun   |
| Jitan             | 지탄            | 池灘       | Qua Đường sắt cao tốc Gyeongbu | Qua Đường sắt cao tốc Gyeongbu | ｜ | ▲  | ｜ |                                                                                               | 5.6         | 196.4            | Chungcheongbuk-do | Okcheon-gun   |
| Simcheon          | 심천            | 深川       | Qua Đường sắt cao tốc Gyeongbu | Qua Đường sắt cao tốc Gyeongbu | ｜ | ▲  | ｜ |                                                                                               | 4.4         | 200.8            | Chungcheongbuk-do | Yeongdong-gun |
| Gakgye            | 각계            | 覺溪       | Qua Đường sắt cao tốc Gyeongbu | Qua Đường sắt cao tốc Gyeongbu | ｜ | ▲  | ｜ |                                                                                               | 3.8         | 204.6            | Chungcheongbuk-do | Yeongdong-gun |
| Yeongdong         | 영동            | 永同       | Qua Đường sắt cao tốc Gyeongbu | Qua Đường sắt cao tốc Gyeongbu | ▲  | ●  | ｜ |                                                                                               | 7.0         | 211.6            | Chungcheongbuk-do | Yeongdong-gun |
| Hwanggan          | 황간            | 黃澗       | Qua Đường sắt cao tốc Gyeongbu | Qua Đường sắt cao tốc Gyeongbu | ｜ | ▲  | ｜ |                                                                                               | 14.6        | 226.2            | Chungcheongbuk-do | Yeongdong-gun |
| Chupungnyeong     | 추풍령          | 秋風嶺     | Qua Đường sắt cao tốc Gyeongbu | Qua Đường sắt cao tốc Gyeongbu | ｜ | ▲  | ｜ |                                                                                               | 8.5         | 234.7            | Chungcheongbuk-do | Yeongdong-gun |
| Sinam             | 신암            | 新岩       | Qua Đường sắt cao tốc Gyeongbu | Qua Đường sắt cao tốc Gyeongbu | ｜ | ｜ | ｜ |                                                                                               | 6.0         | 240.7            | Gyeongsangbuk-do  | Gimcheon-si   |
| Jikjisa           | 직지사          | 直指寺     | Qua Đường sắt cao tốc Gyeongbu | Qua Đường sắt cao tốc Gyeongbu | ｜ | ｜ | ｜ |                                                                                               | 5.5         | 246.2            | Gyeongsangbuk-do  | Gimcheon-si   |
| Gimcheon          | 김천            | 金泉       | Qua Đường sắt cao tốc Gyeongbu | Qua Đường sắt cao tốc Gyeongbu | ●  | ●  | ●  | Tuyến Gyeongbuk                                                                               | 7.6         | 253.8            | Gyeongsangbuk-do  | Gimcheon-si   |
| Daesin            | 대신            | 大新       | Qua Đường sắt cao tốc Gyeongbu | Qua Đường sắt cao tốc Gyeongbu | ｜ | ｜ | ｜ |                                                                                               | 9.7         | 263.5            | Gyeongsangbuk-do  | Gimcheon-si   |
| Apo               | 아포            | 牙浦       | Qua Đường sắt cao tốc Gyeongbu | Qua Đường sắt cao tốc Gyeongbu | ｜ | ｜ | ｜ |                                                                                               | 5.7         | 269.2            | Gyeongsangbuk-do  | Gimcheon-si   |
| Gumi              | 구미            | 龜尾       | Qua Đường sắt cao tốc Gyeongbu | Qua Đường sắt cao tốc Gyeongbu | ●  | ●  | ●  |                                                                                               | 7.5         | 276.7            | Gyeongsangbuk-do  | Gumi-si       |
| Sagok             | 사곡            | 沙谷       | Qua Đường sắt cao tốc Gyeongbu | Qua Đường sắt cao tốc Gyeongbu | ｜ | ｜ | ｜ |                                                                                               | 4.6         | 281.3            | Gyeongsangbuk-do  | Gumi-si       |
| Yangmok           | 약목            | 若木       | Qua Đường sắt cao tốc Gyeongbu | Qua Đường sắt cao tốc Gyeongbu | ｜ | ▲  | ｜ |                                                                                               | 8.2         | 289.5            | Gyeongsangbuk-do  | Chilgok-gun   |
| Waegwan           | 왜관            | 倭館       | Qua Đường sắt cao tốc Gyeongbu | Qua Đường sắt cao tốc Gyeongbu | ▲  | ●  | ｜ |                                                                                               | 6.5         | 296.0            | Gyeongsangbuk-do  | Chilgok-gun   |
| Yeonhwa           | 연화            | 蓮花       | Qua Đường sắt cao tốc Gyeongbu | Qua Đường sắt cao tốc Gyeongbu | ｜ | ｜ | ｜ |                                                                                               | 6.2         | 302.2            | Gyeongsangbuk-do  | Chilgok-gun   |
| Sindong           | 신동            | 新洞       | Qua Đường sắt cao tốc Gyeongbu | Qua Đường sắt cao tốc Gyeongbu | ｜ | ▲  | ｜ | Tàu chở hàng Sindong                                                                          | 3.7         | 305.9            | Gyeongsangbuk-do  | Chilgok-gun   |
| Jicheon           | 지천            | 枝川       | Qua Đường sắt cao tốc Gyeongbu | Qua Đường sắt cao tốc Gyeongbu | ｜ | ｜ | ｜ |                                                                                               | 7.4         | 313.3            | Gyeongsangbuk-do  | Chilgok-gun   |
| -                 | Đấu nối (Nhánh) | -          | Qua Đường sắt cao tốc Gyeongbu | Qua Đường sắt cao tốc Gyeongbu | ｜ | ｜ | ｜ | Đường sắt cao tốc Gyeongbu                                                                    | 3.3         | 316.6            | Daegu             | Seo-gu        |
| Seodaegu          | 서대구          | 西大邱     | K                              | K                              | ●  | ●  | ｜ |                                                                                               | 2.3         | 318.9            | Daegu             | Seo-gu        |
| Daegu             | 대구            | 大邱       | ｜                             | ｜                             | ●  | ●  | ●  | ● Tàu điện ngầm Daegu tuyến 1 (Ga Daegu)                                                      | 4.2         | 323.1            | Daegu             | Buk-gu        |
| Dongdaegu         | 동대구          | 東大邱     | ●                              | ●                              | ●  | ●  | ●  | ● Tàu điện ngầm Daegu tuyến 1 (Ga Dongdaegu)                                                  | 3.2         | 326.3            | Daegu             | Dong-gu       |
| -                 | Đấu nối (Nhánh) | -          | Qua Đường sắt cao tốc Gyeongbu | ｜                             | ｜ | ｜ | ｜ | Đường sắt cao tốc Gyeongbu                                                                    | 2.6         | 328.9            | Daegu             | Suseong-gu    |
| Gomo              | 고모            | 顧母       | Qua Đường sắt cao tốc Gyeongbu | ｜                             | ｜ | ｜ | ｜ |                                                                                               | 2.9         | 331.8            | Daegu             | Suseong-gu    |
| Gacheon           | 가천            | 佳川       | Qua Đường sắt cao tốc Gyeongbu | ｜                             | ｜ | ｜ | ｜ | Tuyến Daegu                                                                                   | 1.6         | 333.4            | Daegu             | Suseong-gu    |
| Gyeongsan         | 경산            | 慶山       | Qua Đường sắt cao tốc Gyeongbu | ▲                              | ▲  | ●  | ｜ |                                                                                               | 5.2         | 338.6            | Gyeongsangbuk-do  | Gyeongsan-si  |
| Samseong          | 삼성            | 三省       | Qua Đường sắt cao tốc Gyeongbu | ｜                             | ｜ | ｜ | ｜ |                                                                                               | 7.1         | 345.7            | Gyeongsangbuk-do  | Gyeongsan-si  |
| Namseonghyeon     | 남성현          | 南省峴     | Qua Đường sắt cao tốc Gyeongbu | ｜                             | ｜ | ▲  | ｜ |                                                                                               | 7.4         | 353.1            | Gyeongsangbuk-do  | Cheongdo-gun  |
| Cheongdo          | 청도            | 淸道       | Qua Đường sắt cao tốc Gyeongbu | ｜                             | ▲  | ●  | ｜ |                                                                                               | 8.7         | 361.8            | Gyeongsangbuk-do  | Cheongdo-gun  |
| Singeo            | 신거            | 新巨       | Qua Đường sắt cao tốc Gyeongbu | ｜                             | ｜ | ｜ | ｜ |                                                                                               | 5.6         | 367.4            | Gyeongsangbuk-do  | Cheongdo-gun  |
| Sangdong          | 상동            | 上東       | Qua Đường sắt cao tốc Gyeongbu | ｜                             | ｜ | ▲  | ｜ |                                                                                               | 4.8         | 372.2            | Gyeongsangnam-do  | Miryang-si    |
| Miryang           | 밀양            | 密陽       | Qua Đường sắt cao tốc Gyeongbu | ■                              | ▲  | ●  | ｜ | Tuyến Gyeongjeon                                                                              | 9.4         | 381.6            | Gyeongsangnam-do  | Miryang-si    |
| Mijeon            | 미전            | 美田       | Qua Đường sắt cao tốc Gyeongbu | ｜                             | ｜ | ｜ | ｜ | Tuyến Mijeon                                                                                  | 11.0        | 392.6            | Gyeongsangnam-do  | Miryang-si    |
| Samnangjin        | 삼랑진          | 三浪津     | Qua Đường sắt cao tốc Gyeongbu | ｜                             | ｜ | ▲  | ｜ | Tuyến Gyeonjeon                                                                               | 1.5         | 394.1            | Gyeongsangnam-do  | Miryang-si    |
| Wondong           | 원동            | 院洞       | Qua Đường sắt cao tốc Gyeongbu | ｜                             | ｜ | ▲  | ｜ |                                                                                               | 9.1         | 403.2            | Gyeongsangnam-do  | Yangsan-si    |
| Mulgeum           | 물금            | 勿禁       | Qua Đường sắt cao tốc Gyeongbu | ｜                             | ▲  | ▲  | ｜ |                                                                                               | 9.2         | 412.4            | Gyeongsangnam-do  | Yangsan-si    |
| Hwamyeong         | 화명            | 華明       | Qua Đường sắt cao tốc Gyeongbu | ｜                             | ｜ | ▲  | ｜ | ● Tàu điện ngầm Busan tuyến 2 (Ga Hwamyeong)                                                  | 9.4         | 421.8            | Busan             | Buk-gu        |
| Gupo              | 구포            | 龜浦       | Qua Đường sắt cao tốc Gyeongbu | ●                              | ●  | ●  | ●  | ● Tàu điện ngầm Busan tuyến 3 (Ga Gupo)                                                       | 3.4         | 425.2            | Busan             | Buk-gu        |
| Sasang            | 사상            | 沙上       | Qua Đường sắt cao tốc Gyeongbu | ｜                             | ｜ | ▲  | ｜ | Tuyến Gaya ● Tàu điện ngầm Busan tuyến 2 (Ga Sasang) ● Đường sắt nhẹ Busan–Gimhae (Ga Sasang) | 5.1         | 430.3            | Busan             | Sasang-gu     |
| Busanjin          | 부산진          | 釜山鎭     | Qua Đường sắt cao tốc Gyeongbu | ｜                             | ｜ | ｜ | ｜ | Tuyến Donghae Tuyến Uam                                                                       | 9.6         | 439.9            | Busan             | Dong-gu       |
| -                 | Đấu nối (Nhánh) | -          | Qua Đường sắt cao tốc Gyeongbu | ｜                             | ｜ | ｜ | ｜ | Đường sắt cao tốc Gyeongbu                                                                    | 0.3         | 440.2            | Busan             | Dong-gu       |
| Busan             | 부산            | 釜山       | ●                              | ●                              | ●  | ●  | ●  | ● Tàu điện ngầm Busan tuyến 1 (Ga Busan)                                                      | 1.5         | 441.7            | Busan             | Dong-gu       |

### Danh sách các ga ngừng hoạt động
- Seodaemun: Hiện nằm ở phía bắc ga Seoul, ga Gyeongseong vào thời điểm mở cửa, đóng cửa vào ngày 31 tháng 3 năm 1919.
- Exposition Hall: Nó nằm giữa Khu phức hợp Kỹ thuật số Gasan và Doksan.
- Bể bơi Anyang: Nó nằm giữa Gwanak và Anyang. Đóng cửa vào ngày 17 tháng 8 năm 1969.
- EXPO: Nền tảng tạm thời được lắp đặt bên trong Ga Daejeonjochajang trong Hội chợ triển lãm Daejeon. Đóng cửa vào ngày 8 tháng 11 năm 1993.
- Ohjeong: Đó là giữa Hoedeok và Daejeon. Đóng cửa vào ngày 1 tháng 1 năm 1978. Hiện tại, ga Daejeonjochajang tiếp nhận chức năng của ga này.
- Jeungyak: Nó nằm giữa Secheon và Okcheon. Đóng cửa vào ngày 15 tháng 8 năm 1974.
- Gapung: Đó là giữa Okcheon và Iwon. Đóng cửa vào ngày 5 tháng 12 năm 1974.
- Mireuk: Đó là giữa Yeongdong và Hwanggan. Đóng cửa vào ngày 2 tháng 3 năm 1992.
- Geumosan: Nó nằm giữa Gimcheon và Yangmok. Ga xe lửa giữa Gimcheon và Yakmok bị đóng cửa vào ngày 1 tháng 10 năm 1916.
- Daesung: Đó là giữa Sangdong và Miryang. Ngày đóng cửa không xác định.
- Choryang: Nó nằm giữa Busanjin và Busan. Đóng cửa vào ngày 23 tháng 7 năm 1965.
- Busanjangyo: Kéo dài đường ray từ Busan đến bến tàu. 8 · 15 Nhà ga đóng cửa sau giải phóng

## Đường sắt cao tốc Gyeongbu
Đường sắt cao tốc Gyeongbu là tuyến đường sắt tốc độ cao ở Hàn Quốc được bắt đầu khai trương đoạn đầu tiên vào ngày 1 tháng 4 năm 2004, khai trương đoạn thứ hai vào ngày 1 tháng 11 năm 2010 và khai trương tất cả các đoạn gần Ga Daejeon và Ga Dongdaegu vào ngày 1 tháng 8 năm 2015. Tốc độ trung bình của tuyến cao tốc Gyeongbu là 250 km/h, tốc độ tối đa là 305 km/h và tuyến Gyeongbu với tốc độ 150 km/h.
Tàu sử dụng là KTX, một loại TGV của Pháp đã được sửa đổi theo các thông số kỹ thuật của Hàn Quốc và KTX-Sancheon, nơi sản xuất hàng loạt HSR-350X.

## Tuyến nhánh
Có tổng cộng 18 tuyến nhánh trên Tuyến Gyeongbu.
| Số tuyến | Tuyến nhánh                              | Điểm đầu             | Điểm cuối         | Khoảng cách | Ghi chú                                           |
| -------- | ---------------------------------------- | -------------------- | ----------------- | ----------- | ------------------------------------------------- |
| 30201    | Tam giác Yongsan                         | (Tuyến Gyeongbu)     | (Tuyến Gyeongwon) | 0.5         | Kết nối giữa cầu đường sắt Hangang và ga Ichon    |
| 30202    | Tuyến tam giác Guro                      | (Tuyến Gyeongbu)     | (Tuyến Gyeongin)  | 1.2         | Từ ga Oryu-dong đến ga phức hợp kỹ thuật số Gasan |
| 30203    | Tuyến nhánh Guro                         | Ga Guro              | Depot Guro        | 1.4         |                                                   |
| 30204    | Tuyến cơ sở vận chuyển hàng hóa phía Nam | Ga Uiwang            | Ga Obong          | 3.0         |                                                   |
| 30205    | Tuyến Suin                               | Ga Suwon             | Ga Incheon        | 20.5        |                                                   |
| 30206    | Tuyến Depot Byeongjeom                   | Ga Byeongjeom        | Ga Seodongtan     | 2.2         |                                                   |
| 30207    | Tuyến kết nối trực tiếp Cheonan          | Ga Dujeong           | Ga Cheonan        | 3.1         |                                                   |
| 30208    | Tuyến Osong                              | Ga Seochang          | Ga Osong          | 4.6         |                                                   |
| 30209    | Tuyến Daejeon                            | Ga Daejeon           | Ga Seodaejeon     | 5.7         |                                                   |
| 30210    | Tuyến Daegu                              | Ga Gacheon           | Ga Yeongcheon     | 29.0        |                                                   |
| 30211    | Tuyến Mijeon                             | Ga Mijeon            | Ga Nakdonggang    | 1.6         |                                                   |
| 30212    | Tuyến Gaya                               | Ga Sasang            | Ga Beomil         | 8.3         |                                                   |
| 30213    | Tuyến tàu chở hàng Yangsan               | Ga Mulgeum           | Ga Yangsanhwamul  | 3.5         |                                                   |
| 30214    | Tuyến tàu chở hàng Bugang                | Ga Bugang            | Ga Buganghwamul   | 2.9         |                                                   |
| 30215    | Tuyến tàu chở hàng Sindong               | Ga Sindong           | Ga Sindonghwamul  | 4.7         |                                                   |
| 30216    | Tuyến Pyeongtaek                         | Ga Changnae          | Ga Pyeongtaek     | 8.8         |                                                   |
| 30217    | Tuyến tam giác Pyeongtaek                | Trạm tín hiệu Sindae | (Tuyến Gyeongbu)  | 2.2         | Nhánh bắt đầu từ km 71.881 của tuyến Gyeongbu     |
| 30218    | Tuyến kết nối trực tiếp Pyeongtaek       | Trạm tín hiệu Sindae | (Tuyến Gyeongbu)  | 2.1         | Nhánh bắt đầu từ km 74.730 của tuyến Gyeongbu     |

### Tuyến tam giác Yongsan
Tuyến tam giác Yongsan là một đường hình tam giác nằm cách ga Yongsan 0,8 km theo hướng Busan. Nó rẽ nhánh ở đầu phía bắc của Cầu Đường sắt Hangang trên Tuyến Gyeongbu và nhập với Tuyến Gyeongwon gần Ga Ichon trên Tuyến Gyeongwon. Số tuyến đường trên Bảng khoảng cách kinh doanh đường sắt Hàn Quốc của Bộ Đất đai, Cơ sở hạ tầng và Giao thông vận tải là 30201.
Các chuyến tàu chạy bất thường dọc theo Tam giác Yongsan. Ví dụ: bắt đầu từ ngày 17 tháng 7 năm 2010, một chuyến tàu tốc hành cuối tuần mới được thành lập YongmunGa-Byeongjeom,Yongmun-giữa Nó cũng được sử dụng như một đường vòng trong trường hợp đứt tuyến địa phương giữa Ga Yongsan-Seoul trên Tàu điện ngầm Seoul Tuyến 1 hoặc Tuyến Gyeongbu 
| Tên ga                           | Khoảng cách | Tổng khoảng cách | Chuyển tuyến          | Vị trí | Vị trí     |
| -------------------------------- | ----------- | ---------------- | --------------------- | ------ | ---------- |
| Tuyến tam giác (Tuyến Gyeongbu)  | 0.0         | 0.0              | Tuyến chính Gyeongbu  | Seoul  | Yongsan-gu |
| Tuyến tam giác (Tuyến Gyeongwon) | 0.5         | 0.5              | Tuyến chính Gyeongwon | Seoul  | Yongsan-gu |

### Tuyến tam giác Guro
Tuyến tam giác Guro là một tuyến hình tam giác nằm cách ga Guro 1,3 km theo hướng Busan. Nó kết nối giữa ga phức hợp kỹ thuật số Gasan trên tuyến Gyeongbu và ga Oryu-dong trên tuyến Gyeongin. Số tuyến đường trên Bảng khoảng cách kinh doanh đường sắt Hàn Quốc của Bộ Đất đai, Cơ sở hạ tầng và Giao thông vận tải là 30202.
| Tên ga                          | Chuyển tuyến   | Khoảng cách | Tổng khoảng cách | Vị trí | Vị trí  |
| ------------------------------- | -------------- | ----------- | ---------------- | ------ | ------- |
| Tuyến Tam giác (Tuyến Gyeongbu) | Tuyến Gyeongbu | 0.0         | 0.0              | Seoul  | Guro-gu |
| Tuyến tam giác (Tuyến Gyeong)   | Tuyến Gyeongin | 1.2         | 1.2              | Seoul  | Guro-gu |

### Tuyến nhánh Guro
Tuyến nhánh Guro là tuyến kết nối giữa Ga Guro và Ga Guro. Nó được sử dụng cho các chuyến tàu đến và đi từ Depot Guro của Tuyến 1 Tàu điện ngầm Thủ đô Seoul. Số tuyến là 30203 trên Bảng Khoảng cách Kinh doanh Đường sắt Hàn Quốc của Bộ Đất đai, Cơ sở hạ tầng và Giao thông vận tải.
| Tên ga                            | Chuyển tuyến         | Khoảng cách | Tổng khoảng cách | Vị trí | Vị trí  |
| --------------------------------- | -------------------- | ----------- | ---------------- | ------ | ------- |
| Guro (Tuyến Gyeongbu)             | Tuyến chính Gyeongbu | 0.0         | 0.0              | Seoul  | Guro-gu |
| Tuyến nhánh Guro (Tuyến Gyeongbu) | Tuyến chính Gyeongbu | 1.4         | 1.4              | Seoul  | Guro-gu |

### Tuyến cơ sở vận chuyển hàng hóa phía Nam
Tuyến cơ sở vận chuyển hàng hóa phía Nam là tàu chở hàng kết nối giữa ga Uiwang và ga Obong. Số tuyến đường trên Bảng khoảng cách kinh doanh đường sắt Hàn Quốc của Bộ Đất đai, Cơ sở hạ tầng và Giao thông vận tải là 30204.

### Tuyến Depot Byeongjeom
Tuyến Depot Byeongjeom là tuyến đường sắt nối ga Byeongjeom ở Hwaseong-si, Gyeonggi-do và ga Seodongtan ở Osan-si. Số tuyến trên Bảng khoảng cách kinh doanh đường sắt Hàn Quốc của Bộ Đất đai, Cơ sở hạ tầng và Giao thông vận tải là 30206.
Trước đây, tuyến này là một phần của tuyến chính của Tuyến Gyeongbu, nhưng trong quá trình theo dõi kép và kéo thẳng tuyến Gyeongbu, đoạn từ ga Byeongjeom đến ga đại học Osan hiện tại đã được di dời và đoạn nối với ga Byeongjeom và Depot Byeongjeom với tên gọi Depot Byeongjeom được xây dựng trên tuyến đường hiện có
Sau đó, khi Khu phố mới Dongtan ở Hwaseong được xây dựng một cách nghiêm túc, thành phố Hwaseong đã đầu tư toàn bộ chi phí xây dựng và xây dựng ga Seodongtan ở Oesammi-dong, Osan -si, dựa trên thực tế là Depot Byeongjeom gần hơn ga Byeongjeom.

### Tuyến kết nối trực tiếp Cheonan
Tuyến kết nối trực tiếp Cheonan kết nối ga Dujeong và ga Cheonan, kết nối giữa tuyến Gyeongbu và tuyến Janghang và là một đường đôi. Số tuyến đường trên Bảng khoảng cách kinh doanh đường sắt Hàn Quốc của Bộ Đất đai, Cơ sở hạ tầng và Giao thông vận tải là 30207.
Nó được sử dụng cho các chuyến tàu muốn kết nối trực tiếp với Tuyến Janghang từ phía bắc của Cheonan trên Tuyến Gyeongbu. Trên thực tế, nó được coi như một bộ phận của con tàu đường dài.
| Tên ga  | Chuyển tuyến                  | Khoảng cách | Tổng khoảng cách | Vị trí            | Vị trí     |
| ------- | ----------------------------- | ----------- | ---------------- | ----------------- | ---------- |
| Dujeong | Tuyến Gyeongbu                | 0.0         | 0.0              | Chungcheongnam-do | Cheonan-si |
| Cheonan | Tuyến Janghang Tuyến Gyeongbu | 3.1         | 3.1              | Chungcheongnam-do | Cheonan-si |

### Tuyến Osong
Tuyến Osong là tuyến kết nối giữa ga Seochang và ga Osong. Nó được sử dụng cho các chuyến tàu muốn kết nối trực tiếp với Tuyến Chungbuk từ phía bắc của Jeondong trên Tuyến chính Gyeongbu. Số tuyến trên Bảng khoảng cách kinh doanh đường sắt Hàn Quốc của Bộ Đất đai, Cơ sở hạ tầng và Giao thông vận tải là 30208.
| Tên ga   | Chuyển tuyến   | Khoảng cách | Tổng khoảng cách | Vị trí            | Vị trí      |
| -------- | -------------- | ----------- | ---------------- | ----------------- | ----------- |
| Seochang | Tuyến Gyoengbu | 0.0         | 0.0              | Sejong            | Sejong      |
| Osong    | Tuyến Chungbuk | 4.6         | 4.6              | Chungcheongbuk-do | Cheongju-si |

### Tuyến Daejeon
Tuyến Daejeon kết nối ga Daejeon và ga Seodaejeon, kết nối tuyến chính Gyeongbu và tuyến chính Honam. Số tuyến trên Bảng khoảng cách kinh doanh đường sắt Hàn Quốc của Bộ Đất đai, Cơ sở hạ tầng và Giao thông vận tải là 30209.

### Tuyến Daegu
Tuyến Daegu là tuyến đường sắt nối ga Gacheon và ga Yeongcheon trên tuyến Jungang. Các chuyến tàu chở khách kết nối trực tiếp với Tuyến Donghae (hướng Bujeon, Gyeongju và Pohang) hoặc Tuyến Jungang (hướng Yeongju, Jecheon, Cheongnyangni và Gangneung) sử dụng tuyến đường sắt này. Số tuyến đường trên Bảng khoảng cách kinh doanh đường sắt Hàn Quốc của Bộ Đất đai, Cơ sở hạ tầng và Giao thông vận tải là 30210.

### Tuyến Mijeon
Tuyến Mijeon là tuyến kết nối giữa ga Mijeon và ga Nakdonggang. Nó được sử dụng cho các chuyến tàu muốn kết nối trực tiếp với Tuyến Gyeongjeon từ phía bắc của Miryang trên Tuyến chính Gyeongbu. Số tuyến là 30211 trên Bảng Khoảng cách Kinh doanh Đường sắt Hàn Quốc của Bộ Đất đai, Cơ sở hạ tầng và Giao thông vận tải.

### Tuyến Gaya
Tuyến Gaya là tuyến đường sắt nối ga Sasang và ga Beomil trên tuyến Donghae. Số tuyến là 30212 trên Bảng khoảng cách kinh doanh đường sắt Hàn Quốc của Bộ Đất đai, Cơ sở hạ tầng và Giao thông vận tải.

### Tuyến tàu chở hàng Yangsan
Tuyến tàu chở hàng Yangsan là tàu chở hàng có tổng chiều dài 3,5 km nối ga Mulgeum và ga Yangsanhwamul. Số tuyến trên Bảng khoảng cách kinh doanh đường sắt Hàn Quốc của Bộ Đất đai, Cơ sở hạ tầng và Giao thông vận tải là 30213.

### Tuyến tàu chở hàng Bugang
Tuyến tàu chở hàng Bugang là tàu chở hàng có tổng chiều dài 2,9 km nối giữa ga Bugang và ga Buganghwamul. Số tuyến là 30214 trên Bảng khoảng cách kinh doanh đường sắt Hàn Quốc của Bộ Đất đai, Cơ sở hạ tầng và Giao thông vận tải.

### Tuyến tàu chở hàng Sindong
Tuyến tàu chở hàng Sindong là tàu chở hàng có tổng chiều dài 4,7 km nối ga Sindong và ga Sindonghwamul. Số tuyến đường trên Bảng khoảng cách kinh doanh đường sắt Hàn Quốc của Bộ Đất đai, Cơ sở hạ tầng và Giao thông vận tải là 30215.

### Tuyến Pyeongtaek
Tuyến Pyeongtaek là tuyến đường sắt nối ga Pyeongtaek và ga Changnae. Còn được gọi là Đường sắt Poseung-Pyeongtaek, nó sẽ được kéo dài trong tương lai qua Anjung-eup ở Pyeongtaek-si đến Cảng Pyeongtaek ở Poseung-eup. Số tuyến đường trên Bảng khoảng cách kinh doanh đường sắt Hàn Quốc của Bộ Đất đai, Cơ sở hạ tầng và Giao thông vận tải là 30216.

### Tuyến kết nối trực tiếp Pyeongtaek
Tuyến Tam giác Pyeongtaek là một tuyến nhánh rẽ nhánh từ Trạm Tín hiệu Sindae của Tuyến Pyeongtaek và hướng đến Ga PyeongtaekJije. Số tuyến đường trên Bảng khoảng cách kinh doanh đường sắt Hàn Quốc của Bộ Đất đai, Cơ sở hạ tầng và Giao thông vận tải là 30217.
| Tên ga               | Tên ga     | Tên ga | Khoảng cách | Tổng khoảng cách | Chuyển tuyến   | Vị trí      | Vị trí        | Ghi chú                                       |
| Tiếng Anh            | Hangul     | Hanja  | Khoảng cách | Tổng khoảng cách | Chuyển tuyến   | Vị trí      | Vị trí        | Ghi chú                                       |
| -------------------- | ---------- | ------ | ----------- | ---------------- | -------------- | ----------- | ------------- | --------------------------------------------- |
| Trạm Tín hiệu Sindae | 신대       | 新垈   | 0.0         | 0.0              |                | Gyeonggi-do | Pyeongtaek-si |                                               |
|                      | (Phân đôi) |        | 2.2         | 2.2              | Tuyến Gyeongbu | Gyeonggi-do | Pyeongtaek-si | Nhánh bắt đầu từ km 71.881 của tuyến Gyeongbu |

Tuyến kết nối trực tiếp Pyeongtaek là tuyến nhánh rẽ ra từ Trạm Tín hiệu Sindae của Tuyến Pyeongtaek và đi đến Ga Pyeongtaek. Nó được kết nối với Tuyến chính Gyeongbu.
| Tên ga                                  | Tên ga     | Tên ga | Khoảng cách | Tổng khoảng cách | Chuyển tuyến   | Vị trí      | Vị trí        | Ghi chú                                       |
| Tiếng Anh                               | Hangul     | Hanja  | Khoảng cách | Tổng khoảng cách | Chuyển tuyến   | Vị trí      | Vị trí        | Ghi chú                                       |
| --------------------------------------- | ---------- | ------ | ----------- | ---------------- | -------------- | ----------- | ------------- | --------------------------------------------- |
| Trạm Tín hiệu Sindae                    | 신대       | 新垈   | 0.0         | 0.0              |                | Gyeonggi-do | Pyeongtaek-si |                                               |
|                                         | (Phân đôi) |        | 2.1         | 2.1              | Tuyến Gyeongbu | Gyeonggi-do | Pyeongtaek-si | Nhánh bắt đầu từ km 74.730 của tuyến Gyeongbu |
| ↓ Tuyến Gyeongbu Hướng đi ga Pyeongtaek |            |        |             |                  |                |             |               |                                               |

## Giao thông trên tuyến Gyeongbu

### Quá tải
Ngày nay, Tuyến Gyeongbu đang hoạt động như mạng lưới giao thông chính của Hàn Quốc, xử lý tất cả giao thông đường sắt của Tuyến chính Tuyến Gyeongbu, Đường sắt cao tốc Gyeongbu, Tuyến Honam, Tuyến Jeolla và Tuyến Janghang. Bởi vì tất cả giao thông đường sắt trên các tuyến đường nói trên đều tập trung lại, đoạn Seoul - Văn phòng Geumcheon-gu của Tuyến Gyeongbu xử lý 190 lượt hành khách hàng ngày (không bao gồm các tuyến đường sắt đô thị), số lượng đường sắt lớn nhất ở Hàn Quốc. Dưới đây là số chuyến đi của mỗi quận tính đến năm 2015.
| Tên đoạn                        | Công suất | KTX | Saemaeul | Mugunghwa | Tàu hỏa | Tổng hành khách | Container | Vận chuyển hàng hóa | Tổng hàng hóa | Toàn bộ |
| ------------------------------- | --------- | --- | -------- | --------- | ------- | --------------- | --------- | ------------------- | ------------- | ------- |
| Seoul-Văn phòng Geumcheon-gu    | 242       | 107 | 21       | 62        | 3       | 193             | -         | 9                   | 9             | 202     |
| Văn phòng Geumcheon-gu - Uiwang | 235       | 4   | 21       | 62        | 15      | 102             | -         | 8                   | 8             | 110     |
| Uiwang-Cheonan                  | 228       | 4   | 21       | 62        | 15      | 102             | 19        | 23                  | 42            | 144     |
| Cheonan-Jochiwon                | 223       | 4   | 16       | 45        | -       | 65              | 24        | 26                  | 50            | 115     |
| Jochiwon-Sân ga Daejeon         | 229       | 4   | 16       | 52        | -       | 72              | 29        | 25                  | 54            | 126     |
| Sân ga Daejeon-Okcheon          | 226       | 4   | 8        | 35        | -       | 47              | 26        | 11                  | 37            | 84      |
| Okcheon-Gimcheon                | 216       | -   | 8        | 24        | -       | 32              | 26        | 11                  | 37            | 69      |
| Gimcheon-Sindong                | 225       | -   | 8        | 27        | -       | 35              | 28        | 11                  | 39            | 74      |
| Sindong-Dongdaegu               | 242       | -   | 8        | 27        | -       | 35              | 29        | 12                  | 41            | 76      |
| Dongdaegu-Samnangjin            | 243       | 16  | 8        | 33        | -       | 57              | 30        | 5                   | 35            | 92      |
| Samnangjin-Busan                | 222       | 6   | 7        | 27        | -       | 40              | 13        | 1                   | 14            | 54      |
| Gyeongbu tuyến 2                |           |     |          |           |         |                 |           |                     |               |         |
| Đoạn ngầm Seoul-Guro            | 410       | -   | -        | -         | 255     | 255             | -         | -                   | -             | 255     |
| Guro-Byeongjeom                 | 296       | -   | -        | -         | 148     | 148             | -         | -                   | -             | 148     |
| Byeongjeom-Cheonan              | 335       | -   | -        | -         | 74      | 74              | -         | -                   | -             | 74      |

### Số lượng người dùng
Tính đến năm 2015, Tuyến Gyeongbu vận chuyển khoảng 73 triệu lượt người mỗi năm, chiếm khoảng 54% tổng lưu lượng hành khách liên vùng của Đường sắt Hàn Quốc, tức khoảng 140 triệu người. Con số km hành khách, cho biết lượng di chuyển theo quãng đường, cũng rất áp đảo và Tuyến Gyeongbu phụ trách 51% trong tổng số khoảng 23,4 tỷ km, hay 11,9 tỷ km. Dữ liệu sau đây là tập hợp của Thống kê Đường sắt Hàn Quốc từ Tổng công ty Đường sắt Hàn Quốc từ năm 2000 đến năm 2015.
| Phân loại         | Tổng số hành khách (người) | Tổng số hành khách (người) | Tổng số hành khách (người) | Tổng số hành khách (người) | Tổng số hành khách (người)                | Tổng số hành khách (người)                | Tổng số hành khách (người)                | Tổng số hành khách (người)                | Tổng số hành khách (người)                | Tổng số hành khách (người)                | Tổng số hành khách (người)                | Tổng số hành khách (người)                | Tổng số hành khách (người)                | Tổng số hành khách (người)                | Tổng số hành khách (người)                | Tổng số hành khách (người)                | Chú thích |
| Phân loại         | Năm 2000                   | Năm 2001                   | Năm 2002                   | Năm 2003                   | Năm 2004                                  | Năm 2005                                  | Năm 2006                                  | Năm 2007                                  | Năm 2008                                  | Năm 2009                                  | Năm 2010                                  | Năm 2011                                  | Năm 2012                                  | Năm 2013                                  | Năm 2014                                  | Năm 2015                                  | Chú thích |
| ----------------- | -------------------------- | -------------------------- | -------------------------- | -------------------------- | ----------------------------------------- | ----------------------------------------- | ----------------------------------------- | ----------------------------------------- | ----------------------------------------- | ----------------------------------------- | ----------------------------------------- | ----------------------------------------- | ----------------------------------------- | ----------------------------------------- | ----------------------------------------- | ----------------------------------------- | --------- |
| Pigeon            | 2                          | 0                          | 0                          | 0                          | 0                                         | 0                                         | 0                                         | 0                                         | 0                                         | 0                                         | 0                                         | 0                                         | 0                                         | 0                                         | 0                                         | 0                                         | [ 14 ]    |
| Tongil (Tonggeun) | 2,133,367                  | 1,876,171                  | 1,727,648                  | 1,606,204                  | 421,072                                   | 115,412                                   | 140,755                                   | 2,831                                     | 0                                         | 0                                         | 0                                         | 0                                         | 0                                         | 0                                         | 0                                         | 0                                         | [ 14 ]    |
| Mugunghwa         | 47,851,927                 | 48,470,665                 | 45,416,306                 | 43,612,827                 | 40,580,652                                | 34,387,740                                | 33,289,113                                | 32,696,804                                | 33,575,709                                | 32,496,658                                | 35,373,547                                | 39,217,582                                | 40,513,600                                | 42,810,457                                | 42,790,141                                | 40,839,467                                | [ 14 ]    |
| Saemaeul          | 12,170,099                 | 12,550,427                 | 12,125,059                 | 11,403,695                 | 9,528,951                                 | 7,918,371                                 | 7,057,689                                 | 6,868,325                                 | 7,332,859                                 | 7,235,076                                 | 7,123,952                                 | 6,665,730                                 | 6,108,177                                 | 6,039,233                                 | 6,619,565                                 | 6,537,926                                 | [ 14 ]    |
| KTX               | Chưa mở                    | Chưa mở                    | Chưa mở                    | Chưa mở                    | 16,602,850                                | 26,074,227                                | 29,020,126                                | 29,442,980                                | 29,787,617                                | 29,181,375                                | 30,402,405                                | 27,644,980                                | 28,082,720                                | 28,631,972                                | 29,335,412                                | 25,887,722                                | [ 14 ]    |
| Xây dựng          | 539,019                    | 581,031                    | 580,450                    | 600,101                    | Bao gồm trong từng loại hành khách đi tàu | Bao gồm trong từng loại hành khách đi tàu | Bao gồm trong từng loại hành khách đi tàu | Bao gồm trong từng loại hành khách đi tàu | Bao gồm trong từng loại hành khách đi tàu | Bao gồm trong từng loại hành khách đi tàu | Bao gồm trong từng loại hành khách đi tàu | Bao gồm trong từng loại hành khách đi tàu | Bao gồm trong từng loại hành khách đi tàu | Bao gồm trong từng loại hành khách đi tàu | Bao gồm trong từng loại hành khách đi tàu | Bao gồm trong từng loại hành khách đi tàu | [ 14 ]    |
| Vé mùa            | 2,458,989                  | 2,927,769                  | 3,040,054                  | 2,945,872                  | Bao gồm trong từng loại hành khách đi tàu | Bao gồm trong từng loại hành khách đi tàu | Bao gồm trong từng loại hành khách đi tàu | Bao gồm trong từng loại hành khách đi tàu | Bao gồm trong từng loại hành khách đi tàu | Bao gồm trong từng loại hành khách đi tàu | Bao gồm trong từng loại hành khách đi tàu | Bao gồm trong từng loại hành khách đi tàu | Bao gồm trong từng loại hành khách đi tàu | Bao gồm trong từng loại hành khách đi tàu | Bao gồm trong từng loại hành khách đi tàu | Bao gồm trong từng loại hành khách đi tàu | [ 14 ]    |
| Tổng              | 65,153,403                 | 66,406,063                 | 62,889,517                 | 60,168,699                 | 67,133,525                                | 68,495,750                                | 69,507,683                                | 69,010,940                                | 70,696,185                                | 68,913,109                                | 72,899,904                                | 73,528,292                                | 74,704,497                                | 77,481,662                                | 78,745,118                                | 73,265,115                                | [ 14 ]    |